# Зонненбург (концентрационный лагерь)
Концентрационный лагерь Зо́нненбург (нем. Konzentrationslager Sonnenburg) был создан 3 апреля 1933 года в немецкой деревушке Зонненбург (ныне — польский Слоньск недалеко от города Кюстрин (ныне — Костшин-над-Одрон) на базе бывшей тюрьмы Ноймарк по приказу Министерства внутренних дел и юстиции Свободного государства Пруссия.

## История
Несмотря на ужасное санитарное состояние здания бывшей тюрьмы, которая была закрыта в 1930 году, сотрудники Прусского министерства юстиции сочли его подходящим для устройства концентрационного лагеря. По их оценкам здесь в одиночных или групповых камерах, вмещавших по 20, 30 или 60 человек, могли содержаться до 941 человека, подвергнутых защитному аресту, которыми считались неугодные режиму нацистской Германии лица. Первые 200 заключённых, а также 60 членов СА были перемещены сюда 3 апреля 1933 года из полицайпрезидиума Берлина. Позднее по приказу прусского гестапо в Зонненбург были переведены заключённые из исправительного учреждения города Голенюв, увеличив тем самым количество узников до 1000 человек. Среди заключённых находилось большое количество коммунистов, кроме того, заключенными лагеря были нобелевский лауреат Карл фон Осецкий, писатель-анархист Эрих Мюзам, адвокат Ганс Литтен и многие другие.
Концлагерь Зоннебург был закрыт 23 апреля 1934 года, однако с началом Второй мировой войны в 1939 году его деятельность возобновили. Среди его узников были участники сопротивления, в том числе Жан-Батист Лебаи Бьорн Эгге.
В ночь с 30 по 31 января 1945 года были замучены и убиты 700 из 840 заключённых лагеря Зонненбург, в числе которых оказалось много французов, бельгийцев и люксембужцев, среди которых был 91 так называемый Летцебюргер Юнген (молодые люксембуржцы). Освободившая лагерь днём позже Красная Армия обнаружила около 1000 человек, убитых нацистами.